# كيوهمي

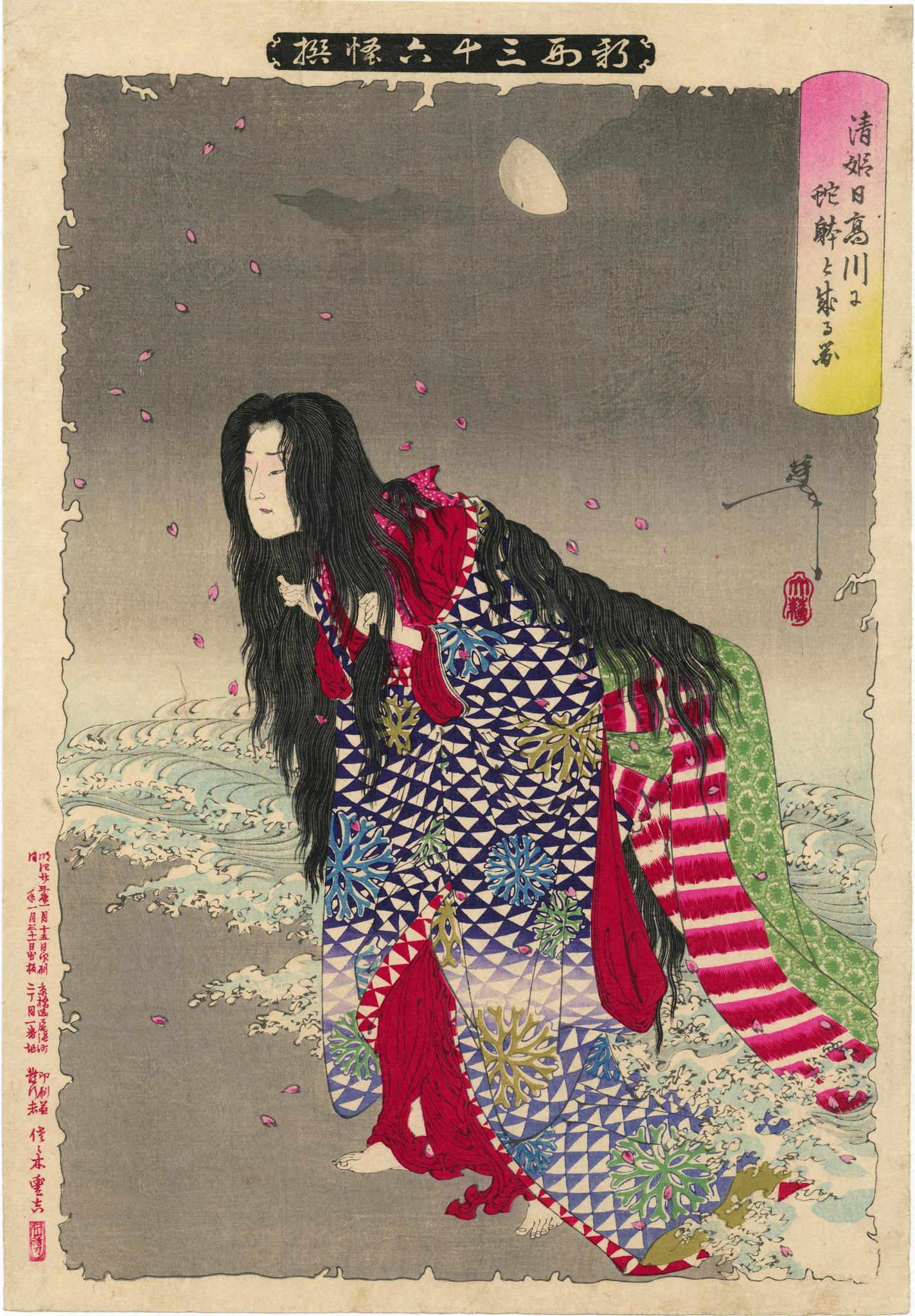
"كيوهمي تصبح حية في نهر هيداكا" (1890) طباعة يوشيتوشي تسوكيوكا، شينغاتا سانجوركايسن (الأشكال الجديدة لستة وثلاثين شبحًا).

كيوهمي (بالإنجليزية: Kiyohime) - (باليابانية: 清姫) أو «كيو» فحسب. في الفلكلور الياباني هي شخصية تظهر في قصة «أنشين وكيوهيمي». في هذه القصة، أحبت كيوهيمي راهباً بوذياً يُدعى أنشين، ولكنها ومع اهتمامها به فقد تمنع الراهب عليها وصدها عنه، فطاردته وتحولت إلى ثعبان في حالة من الغضب، فاختبأ في جرس كبير موجود في معبد دوجو ولكنها كشفته فقتلته.

## وصلات خارجية
- The Learning of Love (A Japanese Folktale) نسخة محفوظة 29 مايو 2019 على موقع واي باك مشين.